# Burton Wendroff
Burton Wendroff (Nova Iorque, 10 de março de 1930) é um matemático estadunidense, que trabalha com equações diferenciais parciais, análise numérica e matemática aplicada.
Wendroff obteve o bacharelado em física e matemática na Universidade de Nova Iorque em 1951 e um mestrado em matemática no Instituto de Tecnologia de Massachusetts em 1952. Trabalhou depois no Laboratório Nacional de Los Alamos, onde permaneceu durante o resto de sua carreira. Obteve um doutorado em 1958 na Universidade de Nova Iorque, orientado por Peter Lax, com a tese Finite Difference Approximations to Solutions of Partial Differential Equations. De 1966 a 1974 foi professor na Universidade de Denver.
O método de Lax-Wendroff para a solução de equações diferenciais parciais hiperbólicas com o método das diferenças finitas é denominado em seu nome e de Lax.

## Obras
- Theoretical Numerical Analysis, Academic Press, 1966
- The Theory and Practice of Computation, Addison-Wesley, 1966
- com Lax Difference Schemes for Hyperbolic Equations with High Order of Accuracy, Comm. Pure Appl. Math., 17, 1964, 381–398
- com H. B. Stewart Two-phase flow: models and methods, J. Comput. Phys. 56, 1984, 363–409
- com Richard Liska Composite Schemes for Conservation Laws,. SIAM J. Numer. Anal. (SIAM) 35, 1998, 2250–2271
- The Riemann problem for materials with nonconvex equations of state I: Isentropic flow, J. Math. Anal. Appl., 38, 1972, 454–466
- com Blair Swartz Generalized Finite-Difference Schemes, Math. Comput., 23, 1969, 37–49.